# 王永秋
王永秋（1944年12月—2018年3月10日），广东潮州人，中华人民共和国政治人物、外交官。

## 生平
1969年，毕业于中山大学外语系英语专业。1973年，进入中华人民共和国外交部工作。1999年，接替张宏喜，担任中华人民共和国驻坦桑尼亚大使。2003年，接替梁银柱，担任中华人民共和国驻尼日利亚大使。2006年，由徐建国接任。
2018年3月10日，王永秋去世，享年73岁。

## 家庭
已婚，有一女。